# Riquet (métro de Paris)
Pour les articles homonymes, voir Riquet.
Riquet est une station de la ligne 7 du métro de Paris, située dans le 19e arrondissement de Paris.

## Situation
La station est implantée au cœur du quartier de la Villette, sous l'avenue de Flandre à l'intersection avec la rue Riquet, les quais étant établis au sud-ouest du croisement précité. Orientée selon un axe nord-est/sud-ouest, elle s'intercale entre les stations Crimée et Stalingrad.

## Histoire
La station est ouverte le 6 novembre 1910, soit le lendemain de la mise en service du premier tronçon de la ligne 7 entre le terminus provisoire d'Opéra et la station Porte de la Villette, journée durant laquelle les rames de métro la traversaient sans y marquer l'arrêt. Sa desserte est ensuite assurée par l'ensemble des circulations de la ligne dans un premier temps, puis par un train sur deux à compter du 18 janvier 1911, date à laquelle intervient l'inauguration de la section entre Louis Blanc et Pré-Saint-Gervais, exploitée sous la forme d'un embranchement recevant l'autre moitié des trains.
Elle doit sa dénomination à sa proximité avec la rue Riquet, laquelle rend hommage à l’ingénieur français Pierre Paul Riquet, baron de Bonrepos (1604-1680), qui conçut et réalisa le canal du Midi à travers le Sud de la France entre la Garonne et la mer Méditerranée.
Depuis le 3 décembre 1967, la station est de nouveau desservie par l'ensemble des circulations de la ligne à la suite du débranchement de l'antenne vers Pré-Saint-Gervais, laquelle constitue depuis lors une navette indépendante, l'actuelle ligne 7 bis, en raison de sa moindre fréquentation par rapport à la branche de Porte de la Villette, qui aboutit à un important terminus de lignes d'autobus de banlieue.
Comme un tiers des stations du réseau entre 1974 et 1984, les quais sont modernisés par l'adoption du style décoratif « Andreu-Motte », de couleur rouge avec le maintien du carrelage blanc biseauté en l'occurrence, tandis qu'une mosaïque de l'artiste français Hervé Mathieu-Bachelot est installée sur les murs intérieurs de l'entrée principale, au-dessus de l'escalier. Constituée de petits carreaux plats fins, rouges et blancs en grès étiré, cette œuvre d'art disparaît avec la rénovation des couloirs de la station, achevée le 28 janvier 2003 dans le cadre du programme « Renouveau du métro » de la RATP.

### Fréquentation
Selon les estimations de la RATP, la station a vu entrer 2 312 581 voyageurs en 2019, ce qui la place à la 223e position des stations de métro pour sa fréquentation sur 302,. En 2020, avec la crise du Covid-19, son trafic annuel tombe à 1 226 397 voyageurs, ce qui la classe alors au 210e rang, avant de remonter progressivement en 2021 avec 1 588 438 entrants comptabilisés, la reléguant de nouveau à la 223e position des stations du réseau pour sa fréquentation cette année-là.

## Services aux voyageurs

### Accès
La station dispose d'un accès principal et d'une sortie secondaire :
- l'accès no 1 « Rue Riquet » débouchant sur le côté impair de cette rue, par le rez-de-chaussée de l'immeuble situé au no 62 de l'avenue de Flandre et faisant l'angle de ces deux voiries ;
- l'accès no 2 « Avenue de Flandre », constitué d'un escalier mécanique permettant uniquement la sortie depuis le quai en direction de La Courneuve - 8 Mai 1945, se trouvant au droit du no 52 de l'avenue précitée, à proximité du passage de Flandre ; cette sortie est agrémentée d'une balustrade sobre en acier peint en vert, d'un modèle apparu après la Seconde Guerre mondiale.

Accès à la station
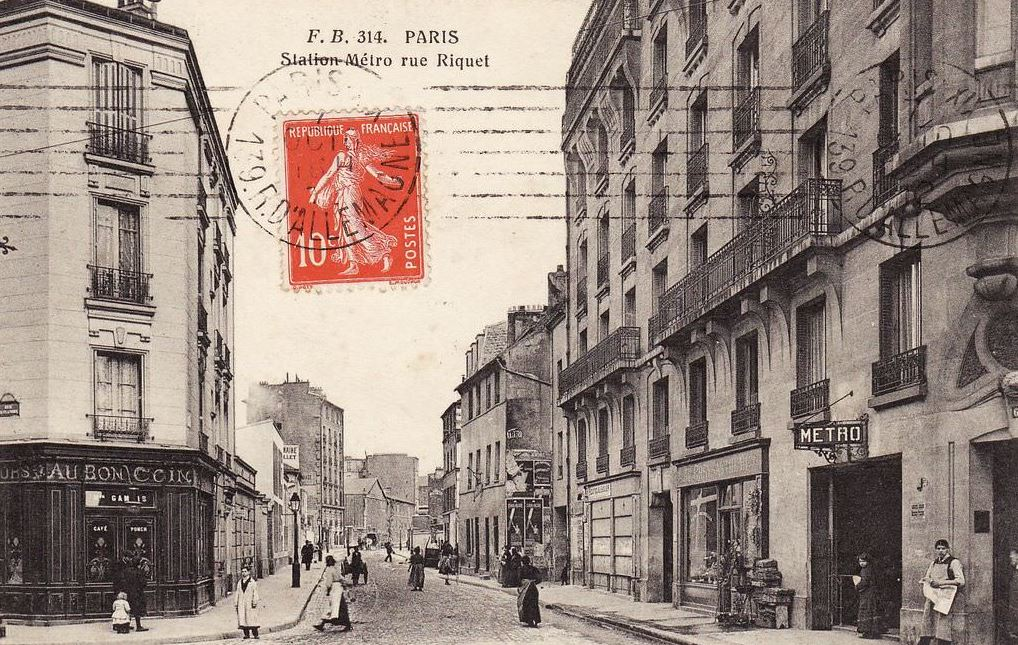
L'entrée de la station, peu de temps après son ouverture.
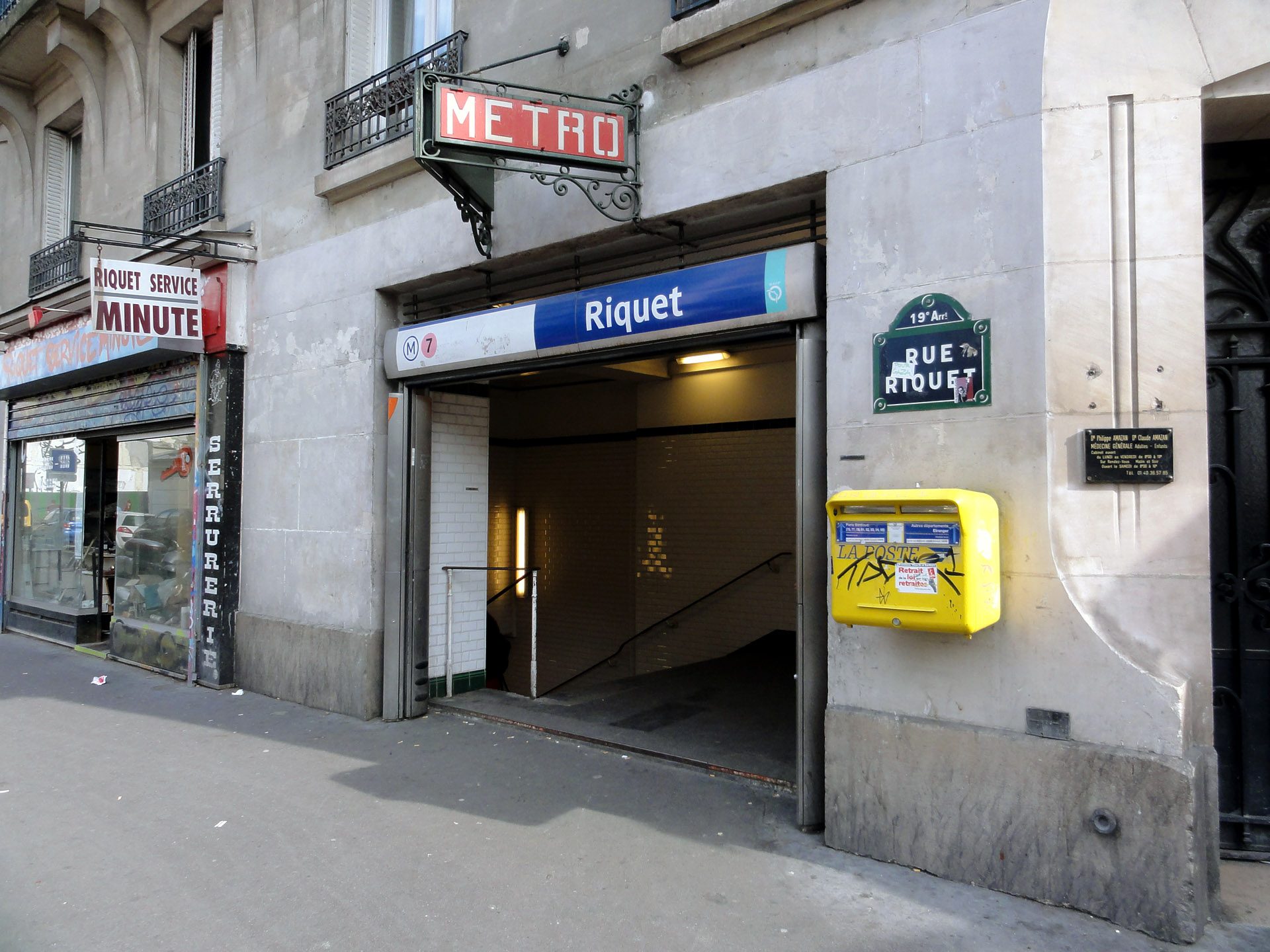
L'accès no 1, « Rue Riquet ».
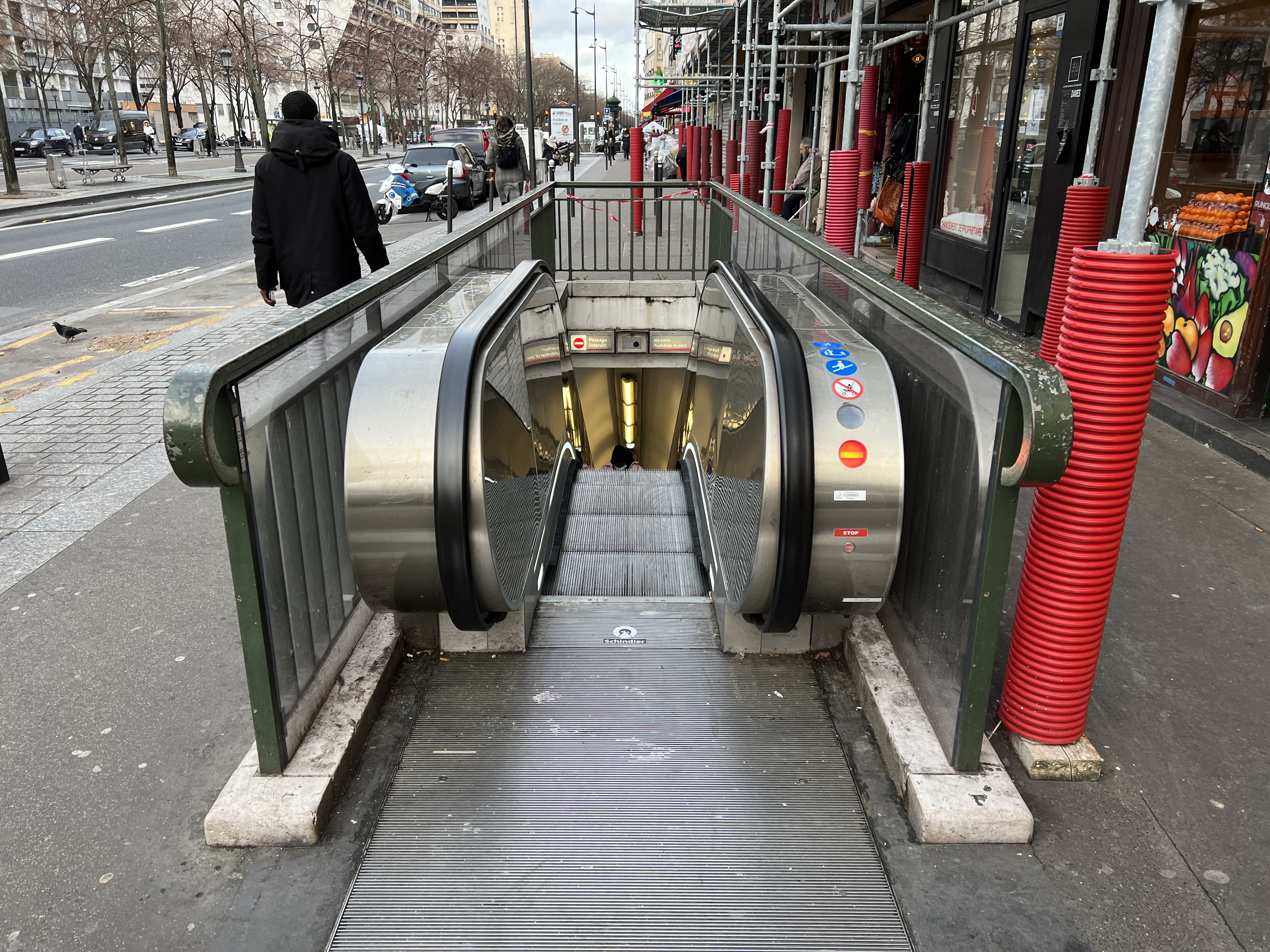
La sortie no 2, « Avenue de Flandre ».

### Quais
Riquet est une station de configuration standard pour le métro de Paris : elle possède deux quais, d'une longueur conventionnelle de 75 mètres, séparés par les voies du métro situées au centre et la voûte est elliptique. Elle se distingue cependant par la hauteur relativement importante de cette dernière ainsi que par la partie basse de ses piédroits, qui est verticale et non courbée en conséquence, en raison de la moindre largeur de l'actuelle avenue de Flandre à l'époque de la construction de la station. Ce profil caractéristique se retrouve également aux stations Corentin Cariou et Palais-Royal - Musée du Louvre sur la même ligne, ainsi qu'aux stations Victor Hugo (ligne 2), Reuilly - Diderot (ligne 8) et Montgallet (ligne 8).
La décoration est de style « Andreu-Motte » avec deux rampes lumineuses rouges et des sièges « Motte » dont la couleur, passée du rouge au bleu dans le courant des années 2010, rompt l'uniformité colorimétrique de l'aménagement précité. Ces aménagements sont mariés avec les carreaux en céramique blancs biseautés, lesquels recouvrent les piédroits, la voûte, les tympans ainsi que les débouchés des couloirs d'accès et de sortie. Les cadres publicitaires sont métalliques et le nom de la station est inscrit en police de caractères Parisine sur des plaques émaillées.

Quais de la station
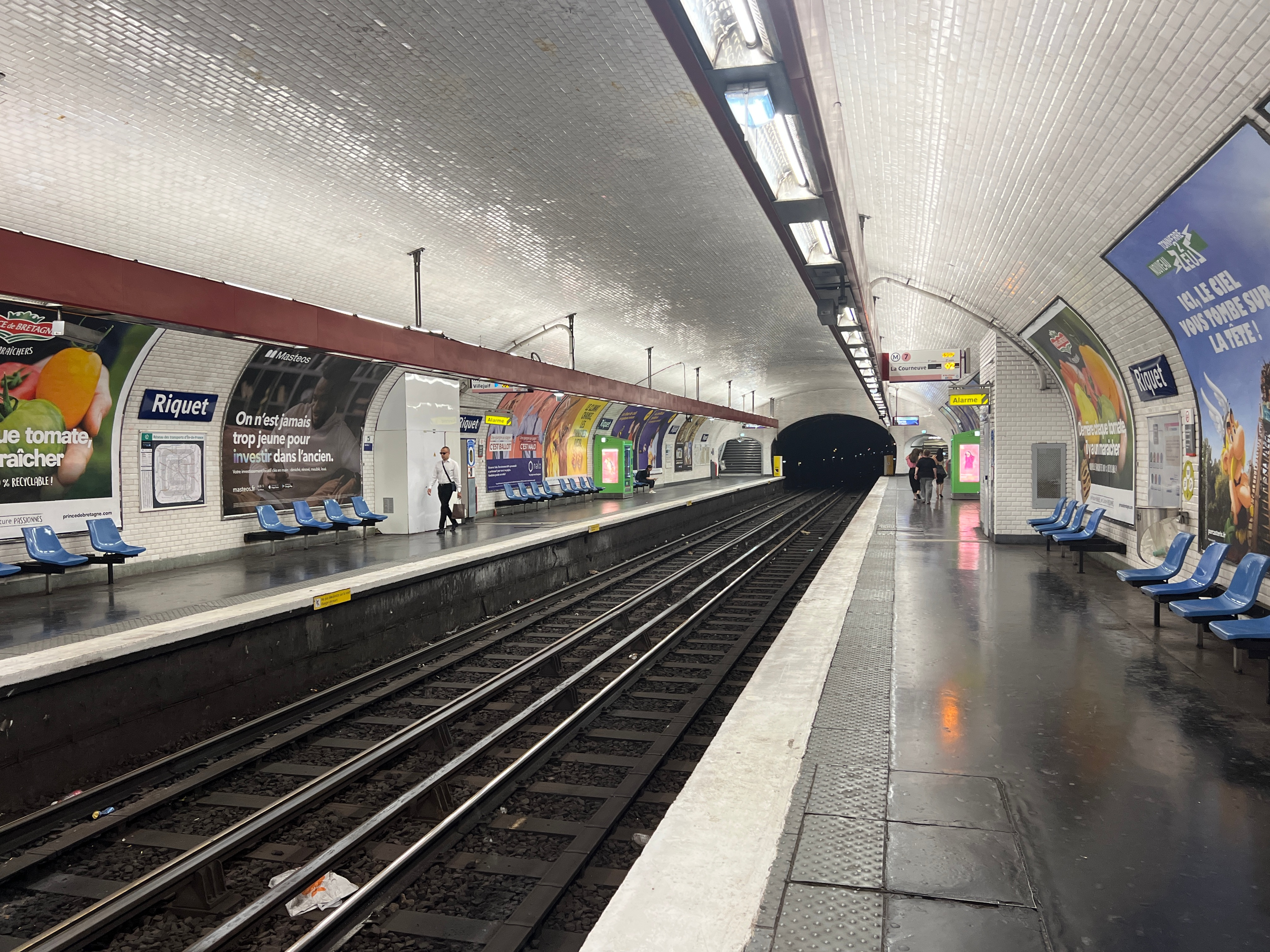
Vue des quais en direction de La Courneuve - 8 Mai 1945.
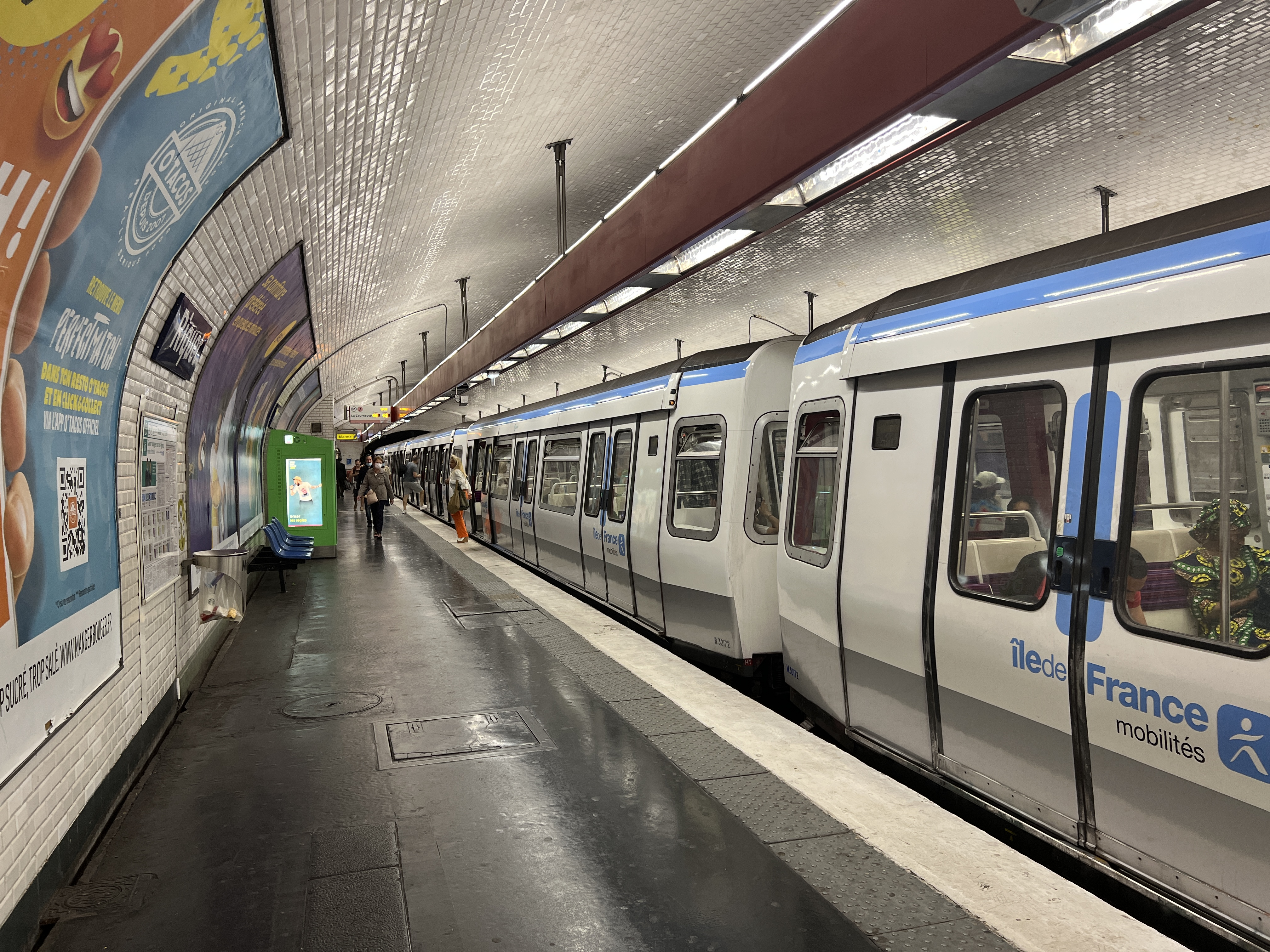
Arrêt d'une rame MF 77 rénovée pour La Courneuve.
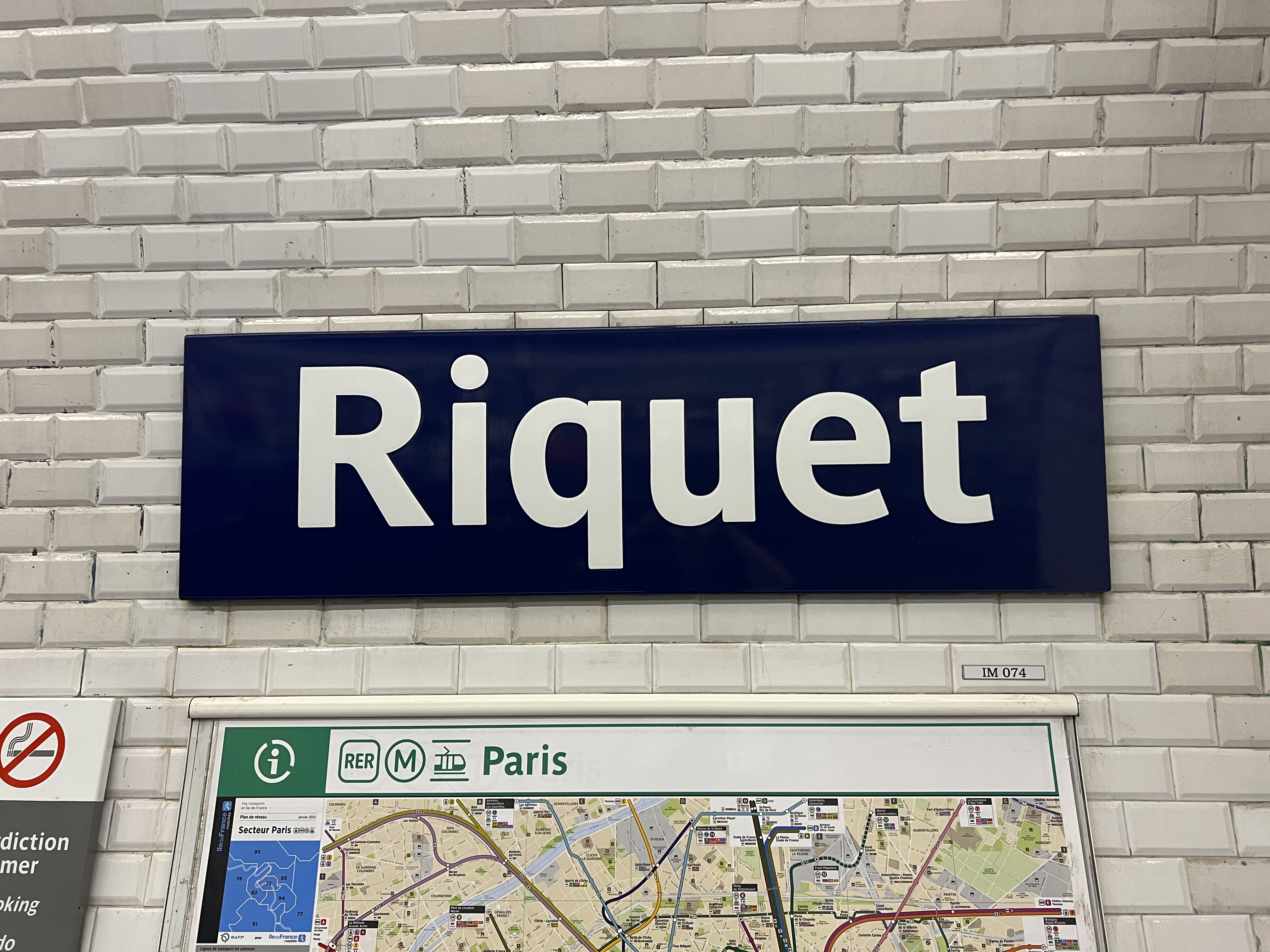
Plaque émaillée indiquant le nom de la station.

### Intermodalité
La station est desservie par les lignes 45 et 54 du réseau de bus RATP, et, la nuit, par la ligne N42 du réseau Noctilien.

## À proximité
- Bassin de la Villette
- Canal de l'Ourcq
- Centquatre-Paris
- Orgues de Flandre (également connues sous le nom de « cité des Flamants »)
- Jardin de l'Îlot-Riquet
- Cimetière des Juifs portugais de Paris
- Église Notre-Dame-des-Foyers
- Jardins d'Éole
- Square du Quai-de-la-Seine
- Horizons suspendus
- Square Serge-Reggiani
- Pont levant de la rue de Crimée
- Église Saint-Jacques-Saint-Christophe de la Villette